# Brickendon
 (février 2023).
Brickendon est un village du Hertfordshire, en Angleterre.